# Paradidyma rufopalpus
Paradidyma rufopalpus là một loài ruồi trong họ Tachinidae.